# Răzvan-Petrică Bobeanu
Răzvan Bobeanu (n. 28 ianuarie 1977, orașul Piatra Neamț, județul Neamț) este un fost deputat român în legislatura 2004-2008. În cadrul activității sale parlamentare, Răzvan Bobeanu a fost membru în grupurile parlamentare de prietenie cu Regatul Danemarcei, Regatul Suediei și Republica Algeriană Democratică și Populară. 
Răzvan Bobeanu a fost candidatul desemnat pentru Primăria municipiului Piatra Neamț din partea Partidului Social Democrat la alegerile din 2008.